# Campeonato de Tercera División 1958 (Argentina)
El Campeonato de Tercera División 1958, conocido como Tercera de Ascenso 1958,  fue la vigésima segunda edición de este torneo y la octava como cuarta categoría del fútbol argentino, por lo que se la considera como antecesora de la actual Primera D. 
Debido a la reestructuración planteada por la AFA, para los torneos de ascenso en 1950, se creó un cuarto nivel de competencia, que se denominó Tercera de Ascenso.
Del torneo jugado en 1958, participaron 13 equipos, que jugaron a dos ruedas todos contra todos, un total de 26 encuentros.
De los 12 equipos de 1957 no estaba Deportivo Español que había ganado el torneo. A su vez se le dio afiliación a Porteño y de la Primera Amateur descendió Arsenal de Llavallol.

## Ascensos y descensos
| \| Equipos afiliados \| \| ----------------- \| \| Porteño \| |
| Equipos afiliados                                             |
| Porteño                                                       |

| Pos | Ascendidos a la Segunda División 1958 |
| --- | ------------------------------------- |
| 1.° | Deportivo Español                     |

| Pos. | Descendidos de la Segunda División 1957 |
| ---- | --------------------------------------- |
| 18.º | Arsenal (L)                             |

- De esta manera, el número de participantes aumentó a 13.

## Equipos participantes
| Equipo                   | Localidad         |
| ------------------------ | ----------------- |
| 9 de Julio               | Merlo             |
| Arsenal                  | Llavallol         |
| Central Argentino        | Villa Ballester   |
| Defensores de Cambaceres | Ensenada          |
| Deportivo Español        | Flores            |
| Deportivo Muñiz          | Muñiz             |
| General Lamadrid         | Villa Devoto      |
| Juventud de Bernal       | Bernal            |
| Juventud Unida           | San Miguel        |
| La Paternal              | La Paternal       |
| Macabi                   | Balvanera         |
| Club Atlético Pilar      | Pilar             |
| Porteño                  | General Rodríguez |

## Tabla de posiciones final
| Pos. | Equipo                   | Pts. | PJ | PG | PE | PP | GF | GC | Dif. |
| ---- | ------------------------ | ---- | -- | -- | -- | -- | -- | -- | ---- |
| 01.º | Deportivo Español        | 44   | 24 | 21 | 2  | 1  | 78 | 20 | 58   |
| 02.º | Defensores de Cambaceres | 43   | 24 | 21 | 1  | 2  | 98 | 18 | 80   |
| 03.º | Juventud Unida           | 32   | 24 | 15 | 2  | 7  | 75 | 54 | 21   |
| 04.º | Porteño                  | 28   | 24 | 11 | 6  | 7  | 68 | 52 | 16   |
| 05.º | Arsenal de Llavallol     | 27   | 24 | 10 | 7  | 7  | 62 | 41 | 21   |
| 06.º | Deportivo Muñiz          | 24   | 24 | 10 | 4  | 10 | 61 | 60 | 1    |
| 07.º | General Lamadrid         | 23   | 24 | 10 | 3  | 11 | 45 | 50 | −5   |
| 08.º | Juventud de Bernal       | 21   | 24 | 9  | 3  | 12 | 56 | 63 | −7   |
| 09.º | Pilar                    | 21   | 24 | 9  | 3  | 12 | 42 | 76 | −34  |
| 10.º | Macabi                   | 15   | 24 | 6  | 3  | 15 | 48 | 95 | −47  |
| 11.º | Central Argentino        | 14   | 24 | 6  | 2  | 16 | 54 | 78 | −24  |
| 12.º | La Paternal              | 11   | 24 | 4  | 3  | 17 | 40 | 73 | −33  |
| 13.º | 9 de Julio               | 10   | 24 | 4  | 2  | 18 | 32 | 78 | −46  |

|  | Campeón y ascenso a la Primera Amateur. |

## Resultados
| 9 de Julio | 2 - 1 | Arsenal de Llavallol     | Mataderos |
| 9 de Julio | 7 - 5 | Central Argentino        | Mataderos |
| 9 de Julio | 0 - 2 | Defensores de Cambaceres | Mataderos |
| 9 de Julio | 0 - 4 | Deportivo Español        | Mataderos |
| 9 de Julio | 0 - 2 | Deportivo Muñiz          | Mataderos |
| 9 de Julio | 2 - 4 | General Lamadrid         | Mataderos |
| 9 de Julio | 1 - 0 | Juventud de Bernal       | Mataderos |
| 9 de Julio | 0 - 7 | Juventud Unida           | Mataderos |
| 9 de Julio | 2 - 1 | La Paternal              | Mataderos |
| 9 de Julio | 1 - 2 | Macabi                   | Mataderos |
| 9 de Julio | 1 - 2 | Pilar                    | Mataderos |
| 9 de Julio | 2 - 2 | Porteño                  | Mataderos |

| Arsenal de Llavallol | 10 - 2 | 9 de Julio               | Llavallol |
| Arsenal de Llavallol | 3 - 0  | Central Argentino        | Llavallol |
| Arsenal de Llavallol | 0 - 2  | Defensores de Cambaceres | Llavallol |
| Arsenal de Llavallol | 1 - 3  | Deportivo Español        | Llavallol |
| Arsenal de Llavallol | 3 - 2  | Deportivo Muñiz          | Llavallol |
| Arsenal de Llavallol | 5 - 1  | General Lamadrid         | Llavallol |
| Arsenal de Llavallol | 3 - 3  | Juventud de Bernal       | Llavallol |
| Arsenal de Llavallol | 3 - 4  | Juventud Unida           | Llavallol |
| Arsenal de Llavallol | 4 - 1  | La Paternal              | Llavallol |
| Arsenal de Llavallol | 3 - 1  | Macabi                   | Llavallol |
| Arsenal de Llavallol | 2 - 2  | Pilar                    | Llavallol |
| Arsenal de Llavallol | 1 - 1  | Porteño                  | Llavallol |

| Central Argentino | 6 - 2 | 9 de Julio               | Villa Ballester |
| Central Argentino | 2 - 3 | Arsenal de Llavallol     | Villa Ballester |
| Central Argentino | 0 - 1 | Defensores de Cambaceres | Villa Ballester |
| Central Argentino | 1 - 5 | Deportivo Español        | Villa Ballester |
| Central Argentino | 1 - 2 | Deportivo Muñiz          | Villa Ballester |
| Central Argentino | 0 - 3 | General Lamadrid         | Villa Ballester |
| Central Argentino | 1 - 3 | Juventud de Bernal       | Villa Ballester |
| Central Argentino | 1 - 3 | Juventud Unida           | Villa Ballester |
| Central Argentino | 3 - 3 | La Paternal              | Villa Ballester |
| Central Argentino | 4 - 6 | Macabi                   | Villa Ballester |
| Central Argentino | 4 - 0 | Pilar                    | Villa Ballester |
| Central Argentino | 4 - 3 | Porteño                  | Villa Ballester |

| Defensores de Cambaceres | 4 - 0 | 9 de Julio           | Ensenada |
| Defensores de Cambaceres | 3 - 0 | Arsenal de Llavallol | Ensenada |
| Defensores de Cambaceres | 2 - 2 | Central Argentino    | Ensenada |
| Defensores de Cambaceres | 4 - 0 | Deportivo Español    | Ensenada |
| Defensores de Cambaceres | 5 - 1 | Deportivo Muñiz      | Ensenada |
| Defensores de Cambaceres | 8 - 1 | General Lamadrid     | Ensenada |
| Defensores de Cambaceres | 3 - 1 | Juventud de Bernal   | Ensenada |
| Defensores de Cambaceres | 2 - 1 | Juventud Unida       | Ensenada |
| Defensores de Cambaceres | 4 - 1 | La Paternal          | Ensenada |
| Defensores de Cambaceres | 7 - 1 | Macabi               | Ensenada |
| Defensores de Cambaceres | 8 - 1 | Pilar                | Ensenada |
| Defensores de Cambaceres | 3 - 1 | Porteño              | Ensenada |

| Deportivo Español | 2 - 0 | 9 de Julio               | Parque Patricios |
| Deportivo Español | 3 - 1 | Arsenal de Llavallol     | Parque Patricios |
| Deportivo Español | 5 - 1 | Central Argentino        | Parque Patricios |
| Deportivo Español | 1 - 0 | Defensores de Cambaceres | Parque Patricios |
| Deportivo Español | 5 - 0 | Deportivo Muñiz          | Parque Patricios |
| Deportivo Español | 2 - 0 | General Lamadrid         | Parque Patricios |
| Deportivo Español | 3 - 1 | Juventud de Bernal       | Parque Patricios |
| Deportivo Español | 3 - 1 | Juventud Unida           | Parque Patricios |
| Deportivo Español | 5 - 0 | La Paternal              | Parque Patricios |
| Deportivo Español | 6 - 1 | Macabi                   | Parque Patricios |
| Deportivo Español | 2 - 1 | Pilar                    | Parque Patricios |
| Deportivo Español | 2 - 2 | Porteño                  | Parque Patricios |

| Deportivo Muñiz | 2 - 1 | 9 de Julio               | Muñiz |
| Deportivo Muñiz | 1 - 5 | Arsenal de Llavallol     | Muñiz |
| Deportivo Muñiz | 2 - 3 | Central Argentino        | Muñiz |
| Deportivo Muñiz | 3 - 5 | Defensores de Cambaceres | Muñiz |
| Deportivo Muñiz | 1 - 1 | Deportivo Español        | Muñiz |
| Deportivo Muñiz | 3 - 5 | General Lamadrid         | Muñiz |
| Deportivo Muñiz | 3 - 1 | Juventud de Bernal       | Muñiz |
| Deportivo Muñiz | 3 - 3 | Juventud Unida           | Muñiz |
| Deportivo Muñiz | 6 - 0 | La Paternal              | Muñiz |
| Deportivo Muñiz | 4 - 2 | Macabi                   | Muñiz |
| Deportivo Muñiz | 7 - 3 | Pilar                    | Muñiz |
| Deportivo Muñiz | 2 - 4 | Porteño                  | Muñiz |

| General Lamadrid | 5 - 1 | 9 de Julio               | Villa Devoto |
| General Lamadrid | 0 - 2 | Arsenal de Llavallol     | Villa Devoto |
| General Lamadrid | 2 - 1 | Central Argentino        | Villa Devoto |
| General Lamadrid | 0 - 2 | Defensores de Cambaceres | Villa Devoto |
| General Lamadrid | 0 - 2 | Deportivo Español        | Villa Devoto |
| General Lamadrid | 3 - 0 | Deportivo Muñiz          | Villa Devoto |
| General Lamadrid | 6 - 1 | Juventud de Bernal       | Villa Devoto |
| General Lamadrid | 2 - 1 | Juventud Unida           | Villa Devoto |
| General Lamadrid | 1 - 0 | La Paternal              | Villa Devoto |
| General Lamadrid | 1 - 3 | Macabi                   | Villa Devoto |
| General Lamadrid | 0 - 1 | Pilar                    | Villa Devoto |
| General Lamadrid | 3 - 3 | Porteño                  | Villa Devoto |

| Juventud de Bernal | 2 - 2 | 9 de Julio               | Bernal |
| Juventud de Bernal | 3 - 0 | Arsenal de Llavallol     | Bernal |
| Juventud de Bernal | 5 - 1 | Central Argentino        | Bernal |
| Juventud de Bernal | 0 - 8 | Defensores de Cambaceres | Bernal |
| Juventud de Bernal | 1 - 2 | Deportivo Español        | Bernal |
| Juventud de Bernal | 3 - 4 | Deportivo Muñiz          | Bernal |
| Juventud de Bernal | 2 - 0 | General Lamadrid         | Bernal |
| Juventud de Bernal | 2 - 5 | Juventud Unida           | Bernal |
| Juventud de Bernal | 1 - 1 | La Paternal              | Bernal |
| Juventud de Bernal | 5 - 1 | Macabi                   | Bernal |
| Juventud de Bernal | 6 - 2 | Pilar                    | Bernal |
| Juventud de Bernal | 6 - 4 | Porteño                  | Bernal |

| Juventud Unida | 5 - 2 | 9 de Julio               | San Miguel |
| Juventud Unida | 2 - 2 | Arsenal de Llavallol     | San Miguel |
| Juventud Unida | 5 - 3 | Central Argentino        | San Miguel |
| Juventud Unida | 1 - 3 | Defensores de Cambaceres | San Miguel |
| Juventud Unida | 1 - 2 | Deportivo Español        | San Miguel |
| Juventud Unida | 0 - 4 | Deportivo Muñiz          | San Miguel |
| Juventud Unida | 2 - 0 | General Lamadrid         | San Miguel |
| Juventud Unida | 4 - 1 | Juventud de Bernal       | San Miguel |
| Juventud Unida | 5 - 3 | La Paternal              | San Miguel |
| Juventud Unida | 2 - 1 | Macabi                   | San Miguel |
| Juventud Unida | 4 - 3 | Pilar                    | San Miguel |
| Juventud Unida | 3 - 1 | Porteño                  | San Miguel |

| La Paternal | 3 - 2 | 9 de Julio               | La Paternal |
| La Paternal | 1 - 1 | Arsenal de Llavallol     | La Paternal |
| La Paternal | 2 - 5 | Central Argentino        | La Paternal |
| La Paternal | 3 - 2 | Defensores de Cambaceres | La Paternal |
| La Paternal | 0 - 5 | Deportivo Español        | La Paternal |
| La Paternal | 1 - 4 | Deportivo Muñiz          | La Paternal |
| La Paternal | 3 - 4 | General Lamadrid         | La Paternal |
| La Paternal | 3 - 1 | Juventud de Bernal       | La Paternal |
| La Paternal | 2 - 3 | Juventud Unida           | La Paternal |
| La Paternal | 0 - 1 | Macabi                   | La Paternal |
| La Paternal | 1 - 3 | Pilar                    | La Paternal |
| La Paternal | 4 - 6 | Porteño                  | La Paternal |

| Macabi | 2 - 1 | 9 de Julio               | Belgrano |
| Macabi | 0 - 7 | Arsenal de Llavallol     | Belgrano |
| Macabi | 3 - 4 | Central Argentino        | Belgrano |
| Macabi | 0 - 9 | Defensores de Cambaceres | Belgrano |
| Macabi | 2 - 5 | Deportivo Español        | Belgrano |
| Macabi | 4 - 4 | Deportivo Muñiz          | Belgrano |
| Macabi | 1 - 1 | General Lamadrid         | Belgrano |
| Macabi | 2 - 4 | Juventud de Bernal       | Belgrano |
| Macabi | 2 - 5 | Juventud Unida           | Belgrano |
| Macabi | 3 - 6 | La Paternal              | Belgrano |
| Macabi | 3 - 1 | Pilar                    | Belgrano |
| Macabi | 1 - 7 | Porteño                  | Belgrano |

| Pilar | 2 - 1 | 9 de Julio               | Pilar |
| Pilar | 1 - 1 | Arsenal de Llavallol     | Pilar |
| Pilar | 3 - 1 | Central Argentino        | Pilar |
| Pilar | 0 - 7 | Defensores de Cambaceres | Pilar |
| Pilar | 1 - 8 | Deportivo Español        | Pilar |
| Pilar | 0 - 0 | Deportivo Muñiz          | Pilar |
| Pilar | 3 - 2 | General Lamadrid         | Pilar |
| Pilar | 0 - 3 | Juventud de Bernal       | Pilar |
| Pilar | 4 - 7 | Juventud Unida           | Pilar |
| Pilar | 1 - 0 | La Paternal              | Pilar |
| Pilar | 4 - 2 | Macabi                   | Pilar |
| Pilar | 3 - 1 | Porteño                  | Pilar |

| Porteño | 3 - 0 | 9 de Julio               | General Rodríguez |
| Porteño | 1 - 1 | Arsenal de Llavallol     | General Rodríguez |
| Porteño | 5 - 1 | Central Argentino        | General Rodríguez |
| Porteño | 0 - 4 | Defensores de Cambaceres | General Rodríguez |
| Porteño | 0 - 2 | Deportivo Español        | General Rodríguez |
| Porteño | 2 - 1 | Deportivo Muñiz          | General Rodríguez |
| Porteño | 2 - 1 | General Lamadrid         | General Rodríguez |
| Porteño | 4 - 1 | Juventud de Bernal       | General Rodríguez |
| Porteño | 5 - 1 | Juventud Unida           | General Rodríguez |
| Porteño | 2 - 1 | La Paternal              | General Rodríguez |
| Porteño | 4 - 4 | Macabi                   | General Rodríguez |
| Porteño | 5 - 1 | Pilar                    | General Rodríguez |